# Бурнаш, Фатхи
Фатхи Бурнаш (тат. Фәтхи Бурнаш; настоящие имя и фамилия — Фатхелислам Закирович Бурнашев (тат. Фәтхелислам Закир улы Бурнашев); (1 (13) января 1898, с. Полевые Бикшики, — 1 августа 1942, Куйбышев) — татарский советский драматург, поэт и прозаик, публицист, переводчик, театральный деятель.

## Биография
Учился в медресе в Казани. В 1919 вступил в РКП (б). Как писатель и общественный деятель раскрылся после Октябрьской революции. Был организатором и редактором ряда татарских газет и журналов, в том числе, журнала «Чаян» (Скорпион).
Ф. Бурнаш был избран в Татарский ЦИК. В 1927—1928 был директором Театра им. Камала (ныне Татарский академический театр имени Галиаскара Камала, Казань). Выступал в печати по вопросам театрального искусства.
Арестован 24 августа 1940 года («не боролся с а/с идеологией в Татиздате, связь с султангалеевщиной, участник к/р организации»). Осужден Верховным судом ТАССР 24 января 1941 года по ст. 58-2, 58-10 ч. 1, 58-11. Приговор: 10 лет лишения свободы, поражение в правах на 5 лет, конфискация имущества. Осужден повторно Особым совещанием при НКВД СССР 15 июня 1942 года, расстрелян 1 августа 1942 года в Куйбышеве. Реабилитирован в 1957 году.
В официальных изданиях до 1988 года в качестве даты смерти указывался 1946 год.

## Творчество
Фатхи Бурнаш — автор драматических и лирических произведений, которые обогатили татарскую художественную литературу и театр.
Литературную деятельность начал в 1914. Написал свыше 20 пьес. Из его ранних произведений известность получили романтическая трагедия «Таhир и Зөhрә» (отдельное издание 1920) и драма «Яшь йөрәкләр» (Молодые сердца) (отдельное издание 1920).
В своём творчестве автор отразил эпоху крепостного права, империалистическую и гражданскую войны, показал строительство социалистического государства. Пьесы Ф. Бурнаша ставились в татарских театрах Казани, Астрахани, в башкирских театрах. До сих пор сохраняются в репертуаре театров Татарстана.
Лучшими его драматическими произведениями являются:
- «Хусаин Мирза» (постановка 1922)
- «Камали Карт» (Старик Камали) (постановка 1925),
- «Ташландыклар» (Выброшенные),
- «Адашкан-Кыз» (Заблудшая девушка) (1928),
- «Тётя Хатиря» (1929),
- «Ткачиха Асма» (1932),
- «Лачыннар» (Соколы) (героическая драма, 1934)
- «Единоличник Ярулла» (1940) и др.

В поэтическом творчестве Ф. Бурнаш — последователь школы Тукая, далеко опередивший своего учителя. Как поэт Ф. Бурнаш — романтик. Как бытописатель не имеет себе равного в современной татарской литературе. Он автор нескольких сборников стихов.
Ему принадлежат первые переводы на татарский романа в стихах А. С. Пушкина «Евгений Онегин», романов «Как закалялась сталь» Н. Островского, «Мать» М. Горького, «Отцы и дети» И. С. Тургенева, повести «Хаджи Мурат» Л. Н. Толстого и др.